# Karen Hoffová
Karen Hoffová (29. května 1921 – 29. února 2000) byla dánská kajakářka, členka klubu Kano- og Kajakklubben Gudenaa v Randersu.
Na Letních olympijských hrách 1948 v Londýně vyhrála závod jednotlivkyň na 500 metrů a stala se historicky první ženskou olympijskou vítězkou v rychlostní kanoistice. Na mistrovství světa v rychlostní kanoistice získala v roce 1948 na deblkajaku spolu s Bodil Svendsenovou zlatou medaili a v roce 1950 obsadila druhé místo v individuálním závodě na 500 metrů. Sedmkrát se stala mistryní Dánska. Pracovala jako vedoucí obchodu, veteránských závodů v kanoistice se zúčastňovala ještě ve věku sedmdesáti let.